# 樟宜綜合醫院
樟宜綜合醫院（英語：Changi General Hospital），簡寫CGH，是新加坡東部四美的一間設有1000張病床的醫院。該醫院也是新加坡首個服務東區和東北區社區的綜合醫院。
該醫院包括23項醫療服務，並設有六個專科中心：胸肺中心、樟宜運動藥物中心、糖尿病中心、老人醫學中心、綜合睡眠服務及國際旅客醫療中心。

## 歷史
1997年2月15日，舊樟宜醫院與大巴窯醫院合併成為新的樟宜醫院，並搬遷至目前位置。醫院於1998年3月28日由時任新加坡副總理李顯龍宣佈啟用。2000年新加坡公共醫療重組後，樟宜綜合醫院成為新加坡保健服務集團聯網的其中一員。
2005年4月11日，樟宜綜合醫院成為首間與社區醫院聖安德烈社區醫院整合醫療的急症醫院，兩間醫院以一條有蓋天橋連接。2005年6月11日，樟宜綜合醫院成為新加坡第二間獲得國際聯合委員會認可的醫院。

## 外部連結
- 官方网站